# Brucknerallee 125 (Mönchengladbach)

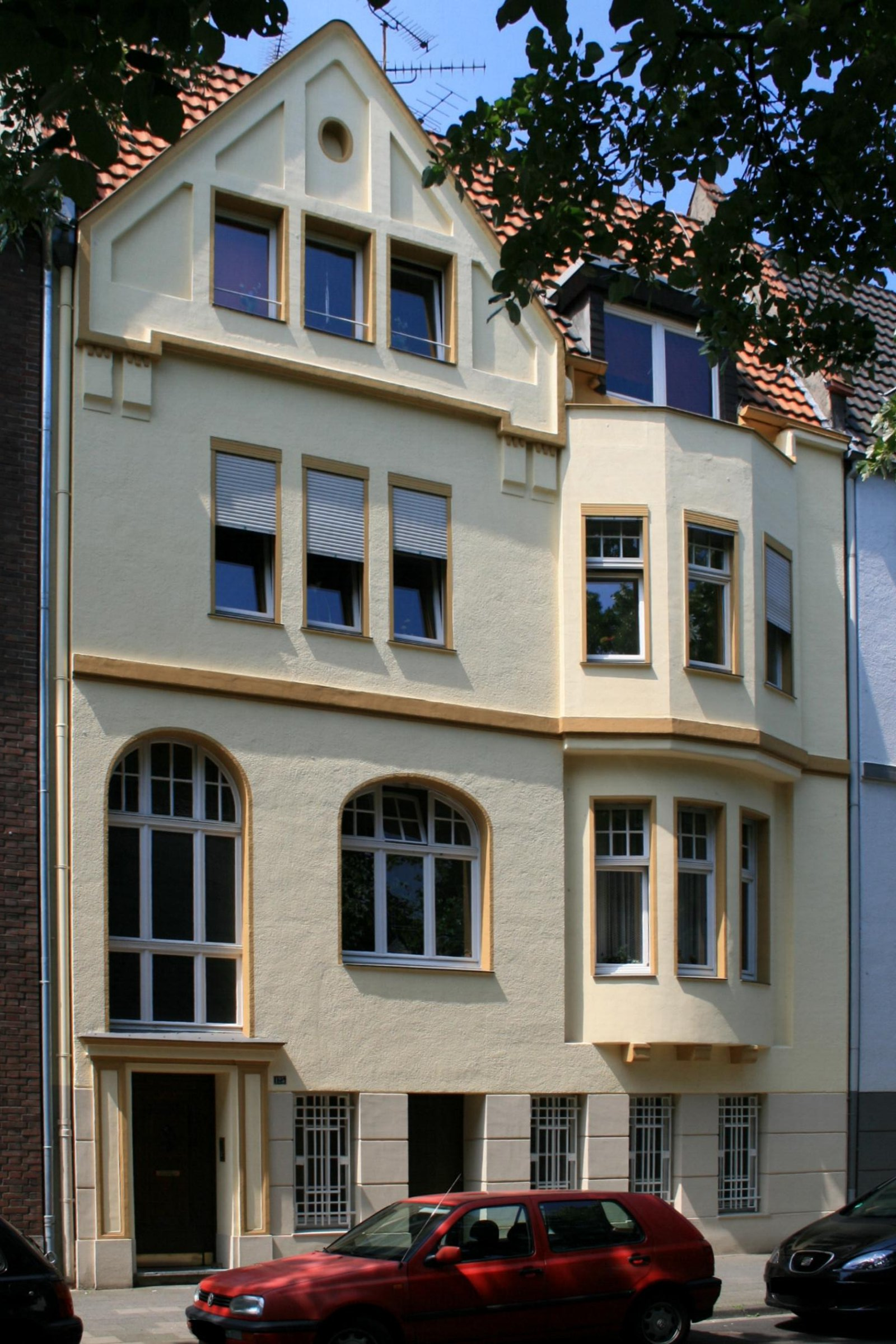
Wohnhaus (2010)

Das Wohnhaus Brucknerallee 125 steht im Stadtteil Grenzlandstadion in Mönchengladbach (Nordrhein-Westfalen).
Das Gebäude wurde 1910 erbaut. Es ist unter Nr. B 090 am 2. März 1989 in die Denkmalliste der Stadt Mönchengladbach eingetragen worden.

## Architektur
Nördlich des Bismarckdenkmals (heute Fischerturm) wird ab 1894 die Brucknerallee zu einer großzügigen Anlage mit einer ebenfalls baumbestandenen Promenade zwischen den Fahrbahnen ausgebaut. Um 1890 entstehen dort die ersten Bebauungen und gegen Ende der stärksten Bautätigkeit (nach der Jahrhundertwende) werden dort die verbliebenen Baulücken geschlossen.
Im Jahre 1910 wurde das Doppelhaus Nr. 125/127 als traufständiges, zweiachsiges und satteldachgedecktes Doppelhaus in Auf- und Grundriss spiegelbildlich errichtet.